# Svarga
În hinduism, Svarga (sau Swarga) (în sanscrită स्वर्ग) este un set de lumi cerești situate pe și mai sus de Muntele Meru. Este un rai în care locuiesc cei drepți într-un paradis înainte de următoarea lor reîncarnare. Svarga este văzută ca un loc tranzitoriu pentru sufletele drepte care au efectuat fapte bune în viețile lor, dar nu sunt încă pregătite pentru a atinge moksha sau unirea cu Brahma. Capital tărâmului Svarga este Amaravati și intrarea ei este păzită de Airavata. Svarga este condusă de Indra, conducător deva. 

## În alte mitologii
În religiile slave Svarga este Raiul, locuința zeului Svarog.